# Charlie Fleming
Charles « Charlie » Fleming (né le 12 juillet 1927 à Culross en Écosse et mort le 15 août 1997) était un joueur de football écossais.
Il a joué en tant qu'attaquant pour Blairhall Colliery, East Fife, Sunderland et en équipe d'Écosse et était surnommé Cannonball Charlie pour son aisance à tirer au but.

## Biographie

### Joueur
Certaines sources affirment qu'il est né à Culross, d'autres à Blairhall, tous deux dans le Fife.
Il rejoint le club d'East Fife en provenance de Blairhall Colliery en 1947 et s'impose rapidement dans l'équipe, devenant une part importante du succès rencontré par le club dans les années 1940 et 1950.
Fleming remporte la Scottish League Cup avec East Fife en 1949 et 1953 et fait partie de l'effectif qui remporte la finale de la Scottish Cup en 1949-50.
Durant cette période avec East Fife, il joue sa seule partie internationale avec l'équipe d'Écosse, où il marque un doublé lors d'une victoire 3-1 contre l'Irlande du Nord le 3 octobre 1953.
Il part ensuite jouer du côté de l'Angleterre pour Sunderland en janvier 1955, acheté £20 000 (plus Tommy Wright en échange) où il passe trois saisons.

### Entraîneur
Après sa carrière de joueur, il passe quelques brèves périodes d'entraîneur au Bath City en 1958 et à Trowbridge Town en 1965. À Bath City, il fait signer son ex-coéquipier à East Fife, Bobby Black.

## Palmarès
East Fife FC
- Meilleur buteur du Championnat d'Écosse de football (1) :
  - 1953: 30 buts.
- Finaliste de la Scottish Cup (1) :
  - 1950.